# Davisomycella asiatica
Davisomycella asiatica är en svampart som beskrevs av Minter & Manoch 1988. Davisomycella asiatica ingår i släktet Davisomycella och familjen Rhytismataceae.   Inga underarter finns listade i Catalogue of Life.